# Volley Forlì
Volley Forlí – męski klub siatkarski z Włoch. Powstały w 1992 roku z siedzibą w mieście Forli. Obecnie drużyna występuje w najwyższej klasie rozgrywek we Włoszech - Serie A, do której awansowała po raz pierwszy w sezonie 2007/2008. Klub występuje pod nazwą Yoga Forli. W sezonie 2009/2010 klub wystąpił w Serie A, ze względu na kłopoty z licencją Framasilu Pineto. Drużynie udało się zająć 13. miejsce w walce o mistrzostwo Włoch, dlatego wystąpi w Serie A również w sezonie 2010/11.

## Kadra zawodnicza

### Sezon 2010/11
- 1.  Guillermo Falasca
- 2.  Mauro Ricci Petitoni
- 4.  Joel Bacci
- 6.  Jasmin Cuturic
- 7.  Gianmaria Olivucci
- 8.  Daniele De Pandis
- 9.  Graydon Ainsworth
- 10. Giacomo Sintini
- 11. Toni Kovačević
- 13. Giacomo Bellei
- 14. Leonardo Caldeira
- 15. Matti Oivanen
- 16. Vigor Bovolenta